# Flutkatastrophe im Sudan 2018
Die Flutkatastrophe im Sudan 2018 war eine Naturkatastrophe im Sudan, die durch starke Regenfälle verursacht wurde. Die Flutkatastrophe tötete 43 Menschen, 60 weitere wurden verletzt. Am stärksten betroffen waren die Bundesstaaten Kassala, Westkordofan und die Hauptstadtregion al-Chartum, aber auch andere Bundesstaaten erlitten Schäden. Schätzungsweise wurden 19.640 Häuser zerstört und insgesamt waren 195.000 Personen von der Katastrophe betroffen.